# Phyllophaga arribans
Phyllophaga arribans är en skalbaggsart som beskrevs av Saylor 1943. Phyllophaga arribans ingår i släktet Phyllophaga och familjen Melolonthidae. Inga underarter finns listade i Catalogue of Life.